# Antigona (Sofocle)
Antigona (Greacă veche: Ἀντιγόνη) este o tragedie scrisă de Sofocle care a avut premiera la Dionisia din 442 î.Hr.. Situată cronologic după Oedip rege și Oedip la Colonos, aceasta a fost scrisă prima.

## Personaje
- Antigona, fiica lui Oedip, regele cetății Teba
- Ismene, sora Antigonei
- Creon, regele Tebei
- Hemon, fiul lui Creon
- Tiresias, prorocul
- Euridice, soția lui Creon
- Corifeul
- Paznicul
- Crainicul
- Un sclav
- Corul, alcătuit din bătrânii cetății

## Rezumat
Ca și „Oedip rege”, tragedia „Antigona” reprezintă una din cele mai prețioase creații literare ale antichității. Antigona, cutezătoarea fiica a lui Oedip, asistă la dezastrul provocat de lupta dintre frații ei, Etéocle și Polinice. Amândoi au căzut în luptă, iar tronul Tebei este ocupat de Creon. Regele dispune să se organizeze cu pompă înmormântarea lui Etéocle, apărătorul cetății. Pentru celalalt fiu al lui Oedip, Polinice - venit cu oaste străină să cucerească cetatea - se interzice chiar simpla înmormântare. Împotriva asprului ordin regesc, înfruntând pericolul pedepsei cu moartea, se ridică Antigona, sora celor doi luptători. În mare taină, ea predă pământului trupul lui Polinice, îndeplinind astfel obilgația ce i-o reclamă, potrivit obiceiului, legătura de sânge cu cel mort. 
Fapta Antigonei a fost însă repede descoperită de Creon care o condamnă la moarte.Ea este însa inflexibila fata de punctul de vedere pe care îl apara, e netematoare în fata mortii, o priveste ca pe o eliberare de suferinta. Triumfa moral, principiile promovate îi supravietuiesc. În discutia aprinsa dintre Creon si Antigona se dezvaluie o ciocnire ascuțită de principii morale. Antigona, fecioara firavă și gingașă, este înzestrată cu un caracter îndrazneț, cu un curaj demn de un luptător. Tăria ei de a-l înfrunta pe rege se trage din conștiința ce acționează în numele legilor străbune, nescrise, în care se sintetizează morala traditională, adânc înrădăcinată în cetățile grecești. Antigona va pieri întemnițată, dar Creon, cel care a nesocotit voința zeilor, va primi o cruntă pedeapsă pierzându-și fiul, pe Hemon (logodnicul Antigonei), si soția, care se sinucide aruncând blesteme asupra trufașului si nechibzuitului ei soț.

## Motive și teme
În discuția aprinsă dintre Creon și Antigona se dezvăluie o ciocnire ascuțită de principii morale. Antigona, fecioară firavă și gingașă, este înzestrată cu un caracter îndrăzneț, cu un curaj demn de un luptător. Tăria ei de a-l înfrunta pe rege se trage din conștiința că acționează în numele legilor străbune, nescrise, în care se sintetizează morala tradițională, adânc înrădăcinată în cetățile grecești.
Preferința pe care grecii au acordat-o întotdeauna acestei piese se datoreaza, în primul rând, personajului feminin. În actul său, Antigona nu mai recurge la ajutorul zeilor. Faptul e nou și, totodată, încărcat de semnificații. Găsește în inima ei suficiente temeiuri cu care să-și înfrunte destinul și eventual să accepte chiar martirajul. Sub acoperirea acestora, rupe barierele sacrosancte ale familiei, sfidează o seamă de legi ale societății și nu se teme de sancțiuni. În fața ei se află Creon, gelos de autoritatea regală și temându-se să nu piardă puterea. Cu sprijinul cetății, el sprijină rigiditatea și egoismul acestei autorități. Sufletul liber și generos al Antigonei nu se impresionează de rigorile autorității. Singură, fără niciun alt sprijin decât îndemnurile intime ale cugetului, înfruntă pe rege și o dată cu acesta un întreg lanț de prejudecăți statale. Vede în decizia regelui o nelegiuire, și aceasta îi e de ajuns pentru a protesta fără nicio frică împotriva ei. O dată ce a luat hotărârea, nimic nu o mai împiedică de a o aduce la îndeplinire: nici amenințările crude ale lui Creon și nici intervențiile calde, iubitoare ale surorii ei, Ismena.
Filozofia pe care o putem deduce din actele Antigonei are în ea accente ce anunță pe acelea ale filozofiei platoniciene. Ne aflăm, oarecum, pe un plan de "idei pure". Antigona de sacrifică pentru legi care nu sunt scrise pe hărtie, ci țin de permanența conștiinței umane. Aproape că nici nu o vedem luptând; merge la moarte, drept, ca din datorie. Aceasta îi dă o dimensiune aproape supraomenească. Atunci când declară: "m-am născut ca să aduc în lume iubire, nu ură" - are în vedere datoria ei față de fratele său mort, mai mult decât sentimentul său de dragoste față de Hemon. Întreaga ei viață s-a țesut din devotament pentru ai săi. Ani, în șir, a mângâiat bătrânețea nefericită a tatălui său orb. A încercat, între zidurile Tebei, să-și impace frații. Rareori s-a putut gândi și la ea, la problemele ei intime, ca fată tânără, ca îndrăgostită. Datoria față de alții, ca și cea față de legea morală, i-a poruncit să uite de sine. Găsim în misiunea ei o frumusețe severă, de proporții eroice. Aceasta se păstrează până la sfârșit; spre grota unde va fi ca și înmormântată de vie, Antigona va păși demnă, hotărâtă, fără ezitările, slăbiciunile ori regretele noastre obișnuite. Ideea - s-ar putea spune - e mai puternică în ea decât sentimentul.
Păreri autorizate văd în Antigona una din cele mai frumoase opere ale teatrului grec, dacă nu chiar cea mai frumoasă. Statura nobilă a Antigonei impune, alcătuind o replică vie a satuilor lui Fidias și ale elevilor săi. Pare o statuie vie a datoriei. Prin gândirea sa morală, ca și prin apriga ei stăruință în virtute, domină, parcă, nu numai umanitatea dimprejur, ci toată umanitatea. Dintr-un subiect simplu, poetul a știut să scoată peripeții dramatice, fiecare din acestea unind un conținut psihologic cu unul filozofic. Succesiunea scenelor trezește în sufletul spectatorului o gamă de sentimente bogată și nobilă, în care admirația alternează cu teama, mila și simpatia cu indignarea. Corul, în cântecele de o rară frumusețe poetică, dă fundalul moral al acțiunii, interpretând în legătură cu aceasta fie voința divinității, fie adevărurile legilor omenești.